# Watney Cup
Watney Mann Invitation Cup, oftast enkelt kallad Watney Cup, var en kortlivad engelsk fotbollsturnering under tidigt 1970-tal. Den hölls före säsongens start och bestod av de lag som gjort flest mål i de fyra respektive divisionerna av Football League föregående säsong men som inte blivit uppflyttade eller kvalificerade till europeiskt cupspel.

### Fotnoter
1. ↑  ”Watney Cup” (på engelska). My Football Facts. Arkiverad från originalet den 29 oktober 2016. https://web.archive.org/web/20161029180016/http://www.myfootballfacts.com/Watney_Cup.html. Läst 29 oktober 2016.